# Буринский район
Буринский район — административно-территориальная единица в составе Челябинской области, существовавшая в 1945—1956 годах. Центр — село Бурино.
Буринский район был образован 24 апреля 1941 за счет разукрупнения Кунашакского района (по другим сведениям 13 февраля 1945 года).
Состоял из 7 сельсоветов: Алифкуловского, Буринского, Кульмякского, Серкинского, Тюлякского, Халитовского, Усть-Багарякского.
Упразднен 24 мая 1956 с передачей: Алифкуловского, Усть-Багарякского и Серкинского сельсоветов в Багарякский район, а Кульмякского, Тюлякского, Халитовского и Буринского сельсоветов — в Кунашакский район.
В 1959 при упразднении Багарякского района, после радиационной аварии на химкомбинате «Маяк», Усть-Багарякский сельсовет, а также территория упразднённых Алифкуловского и Серкинского сельсоветов были переданы в Кунашакский район.